# Julius Streicher
Julius Streicher (12. února 1885 Fleinhausen – 16. října 1946 Norimberk) byl německý nacistický politik. Především je však znám jako vydavatel silně antisemitského plátku Der Stürmer.

## Životopis

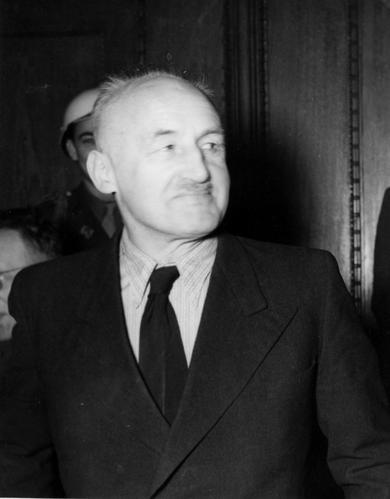
Julius Streicher během Norimberského procesu

Julius Streicher se narodil jako deváté dítě svých rodičů. Až do počátku první světové války pracoval jako učitel na základní škole. V roce 1913 se oženil s Kunigunde Rothovou, se kterou měl později dva syny. V roce 1914 vstoupil do německé armády, aktivně se zúčastnil první světové války a byl vyznamenán železným křížem 1. třídy.
Založil Německou sociální stranu (Deutsche Soziale Partei). Ta ale nezískala významný vliv a tak ji opustil a v roce 1922 vstoupil do NSDAP. Založil její místní organizaci v Norimberku. Již následujícího roku se zúčastnil Pivnicového puče, po kterém byl vyhozen z místa učitele. V roce 1923 začal též vydávat noviny Der Stürmer, jejichž obsah tvořily z velké části antisemitské texty a kresby. V roce 1934 vydal prostřednictví Sturmer Verlag karikaturní sešit Juden stellen sich vor.
Po nástupu Hitlera k moci se stal Streicher franckým gauleiterem. Již ke konci 30. let se však Streicher dostal do sporu s několika vysoce postavenými představiteli NSDAP, zvláště pak s Rudolfem Hessem a Hermannem Göringem. O Göringově dceři nechal vypustit fámu, že se narodila pomocí umělého oplodnění, samotného Göringa měl označit za impotenta. Göring poté postavil Hitlera před otázku, zda si vybrat jeho nebo Streichera. Hitler se nakonec velmi nerad rozhodl pro Göringa a Streichera v roce 1940 sesadil ze všech funkcí. Během druhé světové války neměl s výjimkou vydávání svého časopisu ve straně již výraznější vliv a byl v domácím vězení v Norimberku.
Po válce byl zatčen a v Norimberského procesu odsouzen k trestu smrti. Byl shledám vinným ve čtvrtém bodě obžaloby, tj. za zločiny proti lidskosti. Těch se měl dopouštět vydáváním svého antisemitského plátku. Během procesu prohlásil: „Tento proces je triumfem světového židovstva.“
Na základě rozsudku byl 16. října 1946 oběšen.